# Ordonnanzkompanie

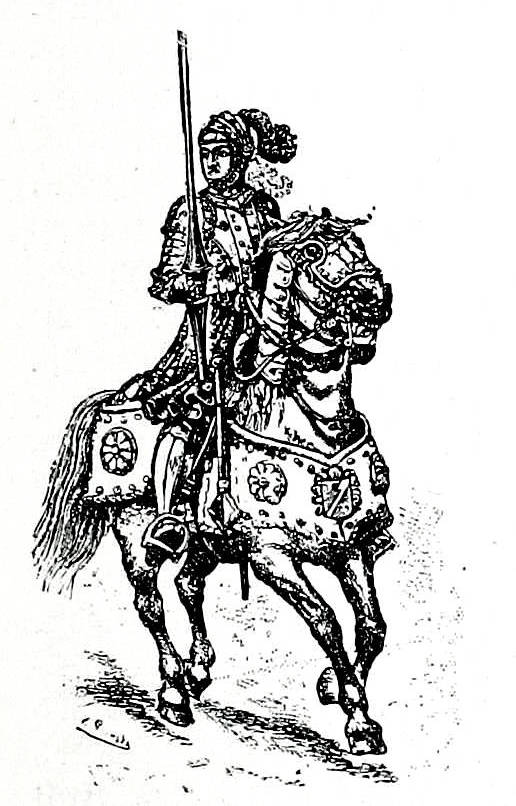

Ordonnanzkompanien wurden die durch die Ordonnanz von Orléans am 2. November 1439 von König Karl VII. und den französischen Generalständen geschaffenen Kompanien genannt, die als Beginn eines ersten stehenden Heeres in Europa bedeutend wurden.
Zum Unterhalt wurde eine jährlich fällige Steuer von insgesamt 1,2 Millionen Livres verwendet, die von königlichen Beamten eingenommen wurde. Die Truppe bestand aus 15 Ordonnanzkompanien. Jede dieser Kompanien bestand aus 100 hommes d'armes oder Lanzen, jede Lanze aus dem Ritter, dessen Knappen (coutilier), Diener (valet) und drei Reisigen (archers), also aus sechs Pferden. 
1445 wurde die Aufbauorganisation dieser Truppe abgeschlossen und der König hatte ein Heer aus 9.000 Mann gewonnen. Damit konnte er die Macht des Feudaladels brechen. Die großen Vasallen verloren ihr Kriegsrecht dadurch, dass niemand auf königlichem Gebiet Söldner halten durfte. Die Ordonnanzkompanien vermehrten sich rasch und wurden bald durch die Francs-archers und die Bandes françaises ergänzt.